# Кет (мифология)
Кет (др.-греч. κῆτος, что означает «морское чудовище»), или Цет (лат. cetus), — большая рыба, кит, акула или собственно морское чудовище в древнегреческой и римской мифологии. Согласно мифологии, Персей убил Кета, чтобы спасти Андромеду от принесения её в жертву. В другой версии Геракл убил Кета, чтобы спасти Гесиону. Название отряда млекопитающих, китообразных, происходит от Кета. В древнегреческом искусстве «кеты» изображались как змееподобные рыбы. Имя древнегреческой богини Кето также происходило от ки́тос (др.-греч. κῆτος). Кет дал название и созвездию Кит.

## Мифология
Царица Кассиопея хвасталась тем, что она и её дочь Андромеда были красивее нереид, которые пожаловались и разгневали Посейдона, древнегреческого бога моря, пославшего в наказание морского чудовища Кета (в европейских работах обозначавшегося преимущественно в латинизированной форме — Цет) напасть на Эфиопию. Посоветовавшись с мудрым оракулом, царь Кефей и царица Кассиопея решили принести Андромеду в жертву Кету. Они приковали Андромеду цепью к скале у океана, чтобы морское чудовище могло поглотить её. Обнаружив Андромеду прикованной к скале и узнав о её бедственном положении, Персей сумел убить Кета, когда существо показалось из океана, чтобы поглотить свою жертву. По одной из версий, Персей вонзил свой меч в спину Кета, а по другой — использовал голову горгоны Медузы, чтобы превратить морское чудовище в камень.

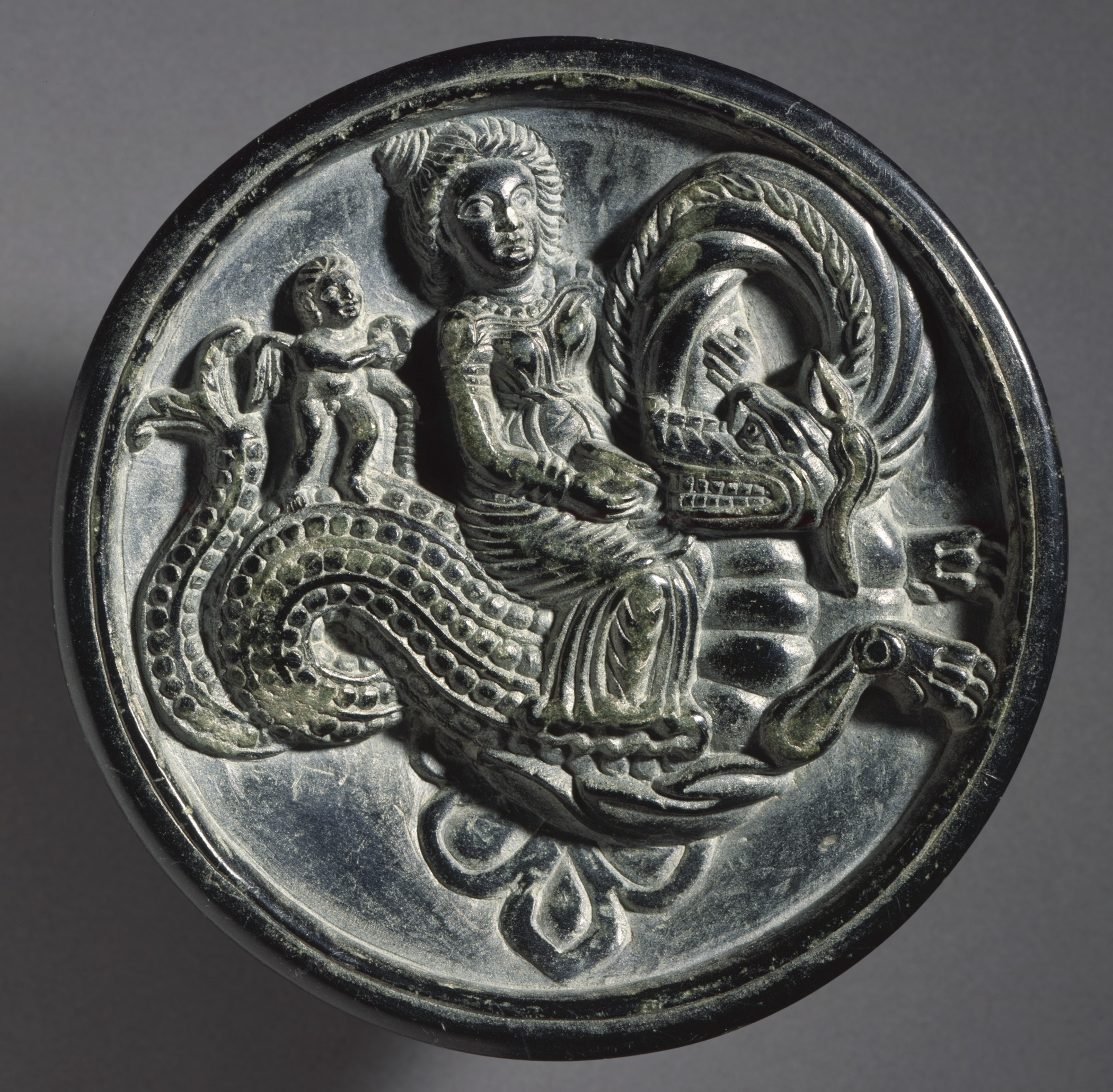
Ритуальная каменная палетка с нереидой (морской нимфой) и Херувимом верхом на морском чудовище (Кет). Гандхара

## Описания
Кет описывался различно: как морское чудовище или морской змей. По другим версиям Кет представлял собой чудовище с головой собаки и телом кита или дельфина, а также разделённым веерообразным хвостом. Его чаще всего изображают сражающимся с Персеем или как морское животное, управляемое нереидой.

## В «Библии»
Чудовище Таннин в еврейской Библии было переведено как китос в греческой Септуагинте и цетус в латинской Вульгате.
Танниним (ивр. תַּנִּינִים‎), множественное число слова «Таннин», упоминается в книгах книгах Бытия, Исхода, Второзакония, Псалмов, Иова, Иезекииля, Исаии и Иеремии. Танниним перечислены среди существ, созданных Элохим в пятый день Сотворения мира в Библии.

## В других культурах
Историк искусства Джон Бордман выдвинул предположение, что изображения Кета в Центральной Азии повлияли на образы китайского дракона и индийской макары. Согласно его версии после знакомства с изображениями Кета на Шёлковом пути китайцы стали изображать своего дракона более похожим на рептилию и изменили форму его головы.